# Новомогилёвский
Новомогилёвский (адыг. Могилевскакӏэр) — хутор в Тахтамукайском муниципальном районе Республики Адыгея России. Входит в состав Шенджийского сельского поселения.

## Население
| 2002 | 2010 | 2013 | 2014 | 2015 | 2016 | 2017 |
| ---- | ---- | ---- | ---- | ---- | ---- | ---- |
| 29   | ↘28  | ↘27  | ↗29  | ↘27  | →27  | ↗28  |
| 2018 | 2019 | 2020 | 2021 | 2023 | 2024 |      |
| ↗31  | ↗32  | ↘31  | ↘17  | →17  | →17  |      |

По данным Всероссийской переписи населения 2021 года:
| Народ     | Численность, чел. | Доля от всего населения, % |
| --------- | ----------------- | -------------------------- |
| русские   | 15                | 88,24 %                    |
| адыги     | 1                 | 5,88 %                     |
| молдоване | 1                 | 5,88 %                     |
| всего     | 17                | 100,0 %                    |

## Улицы
- Тельмана.